# Ligne G du métro de Buenos Aires
Pour les articles homonymes, voir Ligne G.

Plan du réseau prévisionnel - En orange: la ligne G

La Ligne G ou Línea G du métro de Buenos Aires, capitale de l'Argentine est une ligne de métro projetée et décidée légalement, mais dont le tracé final ainsi que les stations qui la composent peuvent encore changer.
- Retiro (correspondance avec la ligne  et la future ligne , ainsi qu'avec l'extension prévue de la ligne )
- Cerrito
- Uruguay
- Callao (correspondance avec la future ligne  à la future station "Santa Fe" de celle-ci)
- Pueyrredón (correspondance avec la ligne  (station "Pueyrredón" de la D) et la future ligne  à la future station également nommée "Santa Fe" de cette ligne H)
- Jean Jaures
- M. Bravo
- Gascón
- Estado de Israel (correspondance avec la ligne )
- Parque Centenario
- Cid Campeador (correspondance avec la future ligne )